# فیرهورست ۱۸۹۶۴
سیارک ۱۸۹۶۴ (به انگلیسی: 18964 Fairhurst، نامگذاری:2000QJ142) هجده هزار و نهصد و شصت و چهارمین سیارک کشف شده‌است که در ۳۱ اوت ۲۰۰۰ کشف شد.
قدر مطلق سیارک برابر ۱۴.۸ است.